# Calamus elegans
Calamus elegans là loài thực vật có hoa thuộc họ Arecaceae. Loài này được Becc. ex Ridl. mô tả khoa học đầu tiên năm 1907.